# The Sentimental Sister
The Sentimental Sister è un cortometraggio muto del 1914 prodotto dalla Biograph Company. Il nome del regista non viene riportato nei credit del film che, distribuito dalla General Film Company, uscì nelle sale il 22 gennaio 1914, interpretato da Blanche Sweet e da Marshall Neilan.

## Produzione
Il film fu prodotto dalla Biograph Company.

## Distribuzione
Distribuito dalla General Film Company, il film - un cortometraggio in una bobina - uscì nelle sale cinematografiche statunitensi il 22 gennaio 1914.

### Conservazione
Non si conoscono copie ancora esistenti della pellicola che viene considerata presumibilmente perduta.